# Moskovska oblast
Moskovska oblast je oblast u Rusiji. Obuhvaća širu okolicu grada Moskve koji čini zasebni federalni subjekt (grad) Ruske Federacije. Moskovska oblast ima iza Moskve najbrojnije stanovništvo u Ruskoj Federaciji, te predstavlja središte nacionalne industrije. 